# 淮安西游乐园
淮安西游乐园，是以西游为主题的主题公园，位于淮安经济技术开发区南马厂大道99号。于2021年7月10日开园。

## 概要
园内总共分为25大主题项目，而主题项目其中室外有17个，室内有8个。其占地面积约560亩，本身总共投资22亿元人民币。园内分为9个区，分别对应《西游记》的作者吴承恩、4师徒和四大部洲。园内主要以《西游记》的唐僧师徒的取经和“历经九九八十一关”的要素为题材，结合现代的游乐设备和观演体验。